# Giorgi Bezhanishvili
Giorgi Bezhanishvili (Rustavi, 16 novembre 1998) è un cestista georgiano con cittadinanza austriaca.